# Aderus fergusoni
Aderus fergusoni is een keversoort uit de familie schijnsnoerhalskevers (Aderidae). De wetenschappelijke naam van de soort werd in 1916 gepubliceerd door George Charles Champion.